# Zákon o nezávislosti Litvy

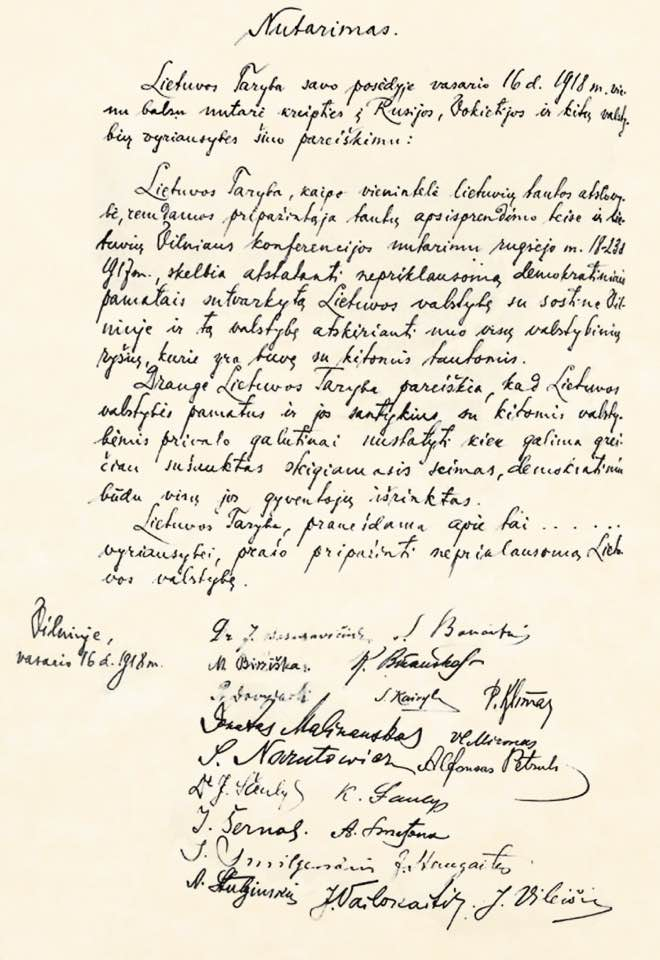
Originál zákona

Zákon o nezávislosti Litvy (litevsky: Lietuvos Nepriklausomybės Aktas) byla deklarace nezávislosti Litevského státu, kterou přijala 16. února 1918 Litevská rada. Zákon vyhlašoval obnovení nezávislého státu Litva řízeného demokratickými principy a s Vilniusem jako hlavním městem. Zákon podepsalo všech dvacet členů Rady, které předsedal Jonas Basanavičius. Cesta k zákonu byla dlouhá a složitá, protože Německá říše vyvíjela tlak na Radu, aby vyhlásila nový stát jako součást federace s Německem. Rada tak musela opatrně manévrovat a kličkovat mezi Němci, jejichž vojenské jednotky byly v Litvě přítomny, a požadavky litevského lidu. Jelikož zákon o připojení k Německu nehovořil, jen doprovodné usnesení zmiňovalo podmíněné výsadní vztahy s ním, Němci zakázali zveřejnění zákona, a bezprostřední jeho dopady byly tudíž minimální. Text byl distribuován a tištěn nelegálně, Rada dále pracovala, ale zemi nevládla. Situace se změnila, až když Německo prohrálo první světovou válku na podzim roku 1918. Rada převzala nad zemí kontrolu a najmenovala první vládu. Nezávislá Litva, ačkoli brzy musela uhájit svou samostatnost v osvobozenecké válce se Sověty, se stala realitou. Stručný zákon z roku 1918 byl právním základem pro existenci Litvy nejen v meziválečném období, ale i po roce 1990. Když byla samostatná Litva roku 1990 obnovena, nebyl vyhlášen stát nový, ale byla pouze konstatována nepřerušená existence státu vzniklého roku 1918, narušená nelegální sovětskou okupací, jež začala roku 1941. Právní zajímavostí též je, že ani zákon z roku 1918 nehovoří o ustavení nového státu, ale jeho obnovení, čímž ho implicitně vyhlašuje za nástupce Litevského velkoknížectví. Tím se Rada odchýlila od pověření Vilniuské konference, která ji zvolila roku 1917. Tento detail byl možná přípravou na snazší ustavení monarchického systému, který sice velká část litevských politiků odmítala, ale Rada tušila, že by tudy mohla vést cesta ke kompromisu s Němci, což se v následujícím období potvrdilo, když Němci nabídli Litvě personální unii. Rada poté udělala taktický manévr, kdy personální unii přijala, ale ne za podmínek, které Němci navrhovali, ale nezávisle na nich přijala za panovníka jednoho z německých šlechticů, Wilhelma Karla von Urach, který dokonce formálně nastoupil na trůn pod jménem Mindagaus II (viz též Litevské království). To vedlo na jedné straně k rozkolu uvnitř Rady (levice ji opustila), na straně druhé to neuspokojilo Němce a až Listopadová revoluce v Německu a německá kapitulace situaci odblokovaly. 16. únor, den přijetí zákona z roku 1918, je dnes v Litvě největším státním svátkem.